# Henning Eichberg
Henning Eichberg (født 1. december 1942 i Schlesien, Tyskland, død 22. april 2017 i Odense) var kultursociolog, historiker og filosof.
Efter promotion 1970 i Bochum og habilitation 1976 i Stuttgart blev Eichberg i 1982 hentet af Kulturministeriet for at opbygge humanistisk idrætsforskning i Danmark. Først blev han ansat som professor på Odense Universitet, Institut for Idræt og fortsatte fra 1984 til 1987 som professor på Københavns Universitet, Institut for Kultursociologi.
Efter stillinger på Idrætsforsk (Gerlev Idrætshøjskole) og Danmarks Højskole for Legemsøvelser blev Eichberg genansat på Syddansk Universitet, Institut for Idræt og Klinisk Biomekanik, og i 2010 udnævnt som professor for kropskulturstudier med fokus på legeforskning. Her forsker han i bevægelseskultur og kropskultur.
I 1995 blev Eichberg medlem af Socialistisk Folkeparti og har siden medarbejdet i SF's kulturudvalg.
Eichberg er far til bl.a. komponisten Søren Nils Eichberg og atleten Sophie Roessler.

## Publikationer
- 1973: Der Weg des Sports in die industrielle Zivilisation. Baden-Baden: Nomos
- 1976: Militär und Technik. Düsseldorf: Schwann
- 1977: Massenspiele. Stuttgart-Bad Cannstatt: Frommann-Holzboog
- 1978: Leistung, Spannung, Geschwindigkeit. Stuttgart: Klett
- 1978: Nationale Identität. Entfremdung und nationale Frage in der Industriegesellschaft. München: Langen-Müller
- 1981: Sozialverhalten und Regionalentwicklungsplanung (West Sumatra). Berlin: Duncker & Humblot
- 1984: Die historische Relativität der Sachen. Auf dem Weg zu einer kritischen Technikgeschichte. Münster: Lit. 2. udg. 1987
- 1984 med Dieter Mützelburg et al.: Sport, Bewegung und Ökologie. Bremen: Studiengang Sportwissenschaft der Universität
- 1985: Museet der danser. Museologiske overvejelser over kropskulturens forhistorie og etnologi. Gerlev: Bavnebanke
- 1986 med Ejgil Jespersen: De grønne bølger. Træk af natur- og friluftslivets historie. Gerlev: Bavnebanke
- 1986: Die Veränderung des Sports ist gesellschaftlich. Die historische Verhaltensforschung in der Diskussion. Hrsg. Wilhelm Hopf. Münster: Lit. 2. udg. 1990
- 1987: Liikuntaa harjoittavat ruumiit. Kohti ruumiin ja urheilun uutta sosiaalitiedettä. [Kroppe i idrætslig bevægelse. Om en ny socialvidenskab af krop og idræt. finsk] Indl. Esa Sironen. Tampere: Vastapaino
- 1987: Abkoppelung. Nachdenken über die neue deutsche Frage. Koblenz: Siegfried Bublies
- 1989: Festung, Zentralmacht und Sozialgeometrie. Köln/Wien: Böhlau
- 1989 med Jørn Hansen (Hrsg.): Körperkulturen und Identität. (= Sport: Kultur, Veränderung. 19) Münster: Lit
- 1989 med Søren Riiskjær (red.): Bevægelse i arkitekturen. Perspektiver på arkitektkonkurrencen om et nyt bevægelseshus ved Gerlev Idrætshøjskole. Gerlev: Bavnebanke
- 1989 med Poul Engberg: Folkenes Europa. Odder: Folkeforsk/Nordisk Folkehøjskoleforening
- 1989 (ed.): Nordic Sports, History and Identity. (= Scandinavian Journal of Sports Sciences) Helsinki: Finnish Society for Research in Sport and Physical Education
- 1993 med Knut Dietrich (Hrsg.): Körpersprache – Über Identität und Konflikt. Frankfurt/Main: Afra
- 1993 med Jørn Hansen (red.): Idrætshistorie og livshistorie. (= Idrætshistorisk Årbog. 9) Odense: Odense Universitetsforlag
- 1993/94 med Jørn Hansen (Hrsg.): Beiträge zur Geschichte des Sports in Nordeuropa. (= Stadion) Sankt Augustin: Academia
- 1994 med Claus Bøje: Idrættens tredje vej. Om idrætten i kulturpolitikken. Århus: Klim
- 1996: Die Geschichte macht Sprünge. Fragen und Fragmente. Koblenz: Siegfried Bublies
- 1996 med Jørn Hansen (Hrsg.): Bewegungsräume. Körperanthropologische Beiträge. Butzbach-Griedel: Afra
- 1997 med Jørn Møller: Mellemfolkelig idræt. En håndbog om leg og kultur med etniske mindretal. Vejle: DGI-forskning
- 1997 med Claus Bøje: Idrætspsykologien mellem krop og kultur. Vejle: DGI-forskning
- 1997 med Signe Abildå, Hanna Engelbrecht og Ingerlise Koefoed (red.): På kryds og tværs i kulturpolitikken. Udg. på initiativ af Socialistisk Folkepartis kulturudvalg. Århus: SP
- 1997: 身体文化のイマジネーション：　デンマークにおける「身体の知」[Kropskulturelle billeder, japansk] Ed. Satoshi Shimizu. Tokyo: Shinhyoron
- 1998: Body Cultures. Essays on Sport, Space and Identity. London/New York: Routledge
- 1998 med Claus Bøje og Kirsten Roessler: Ældreidræt. Fornuft – forhekselse – forventning. Vejle: DGI-forskning
- 1999 med Finn Bygballe og Søren Møller (red.): Demokrati og kropslighed. Gerlev: Bavnebanke
- 1999 (red.): Idrætten og byen. Vejle: DGI-forskning
- 2002 med Bo Vestergård Madsen (red.): Idrættens enhed eller mangfoldighed. (= Bevægelsesstudier. 1) Århus: Klim
- 2004: The People of Democracy. Understanding Self-Determination on the Basis of Body and Movement. Århus: Klim
- 2006 med Bo Vestergård Madsen: Idræt som fest. Bogen om landsstævnet. (= Bevægelsesstudier. 7) Århus: Klim
- 2006: Bevægelse i festen. Idrætshistorie som festhistorie. (= Bevægelsesstudier. 8) Gerlev: Bavnebanke
- 2007 med Jerzy Kosiewicz og Kazimierz Obodyńsky (eds.): Sport for All as a Form of Education. Rzeszów: University of Rzeszów
- 2010: Bodily Democracy. Towards a Philosophy of Sport for All. London: Routledge
- 2010 med Karen-Lis Egedal Kirchhoff (red.): Jørn Møller – Med leg skal land bygges. (= Bevægelsesstudier. 10) Gerlev: Bavnebanke
- 2010 med Jørn Hansen og Per Jørgensen (red.): Sundhedskultur og bevægelseskultur. Odense: Syddansk Universitetsforlag
- 2011: Minderheit und Mehrheit. Münster: Lit
- 2012:  Idrætspolitik i komparativ belysning – national og international. Odense: Syddansk Universitetsforlag
- 2012 med Peter Jul Jacobsen (red.): Idrættens begivenheder og Krydsfeltet mellem idrætshistorie og –sociologi. (= Forum for idræt, 28: 1). Odense: Syddansk Universitetsforlag
- 2013 med Knut Dietrich, Horst Ehni & Søren Nagbøl: Erkunden und Spielen – lehren, fördern, lassen. Kindliches Bewegen pädagogisch verstehen. Hohengehren: Schneider
- 2013 med Lis Engel & Helle Winther (red.): Tæt på kroppen. Malmö: Idrottsforum
- 2014 med Otmar Weiss: Sport: Schneller, Höher, Stärker. (= Sport und Gesellschaft. 5) Münster: Lit
- 2015: 身體文化研究 -由下而上的人類運動現象學。莊珮琪、李明宗譯。新北市：臺灣身體文化學會、康德出版社。[The Study of Body Culture – Towards a Bottom-Up Phenomenology of Human Movement, kinesisk]. Taipei: Taiwan Body Culture Society & Kant
- 2016: Questioning Play. London: Routledge